# 典範副短鰕虎
典範副短鰕虎（学名：Paragobiodon modestus），又名疣副葉鰕虎魚，为鰕虎科副葉鰕虎魚屬下的一个种。